# Pöbbeckenmühle (Langelsheim)
Die Pöbbeckenmühle gehört zum Ortsteil Nauen im Flecken Lutter am Barenberge, der Teil der Stadt Langelsheim im Landkreis Goslar in Niedersachsen ist.

## Geographie

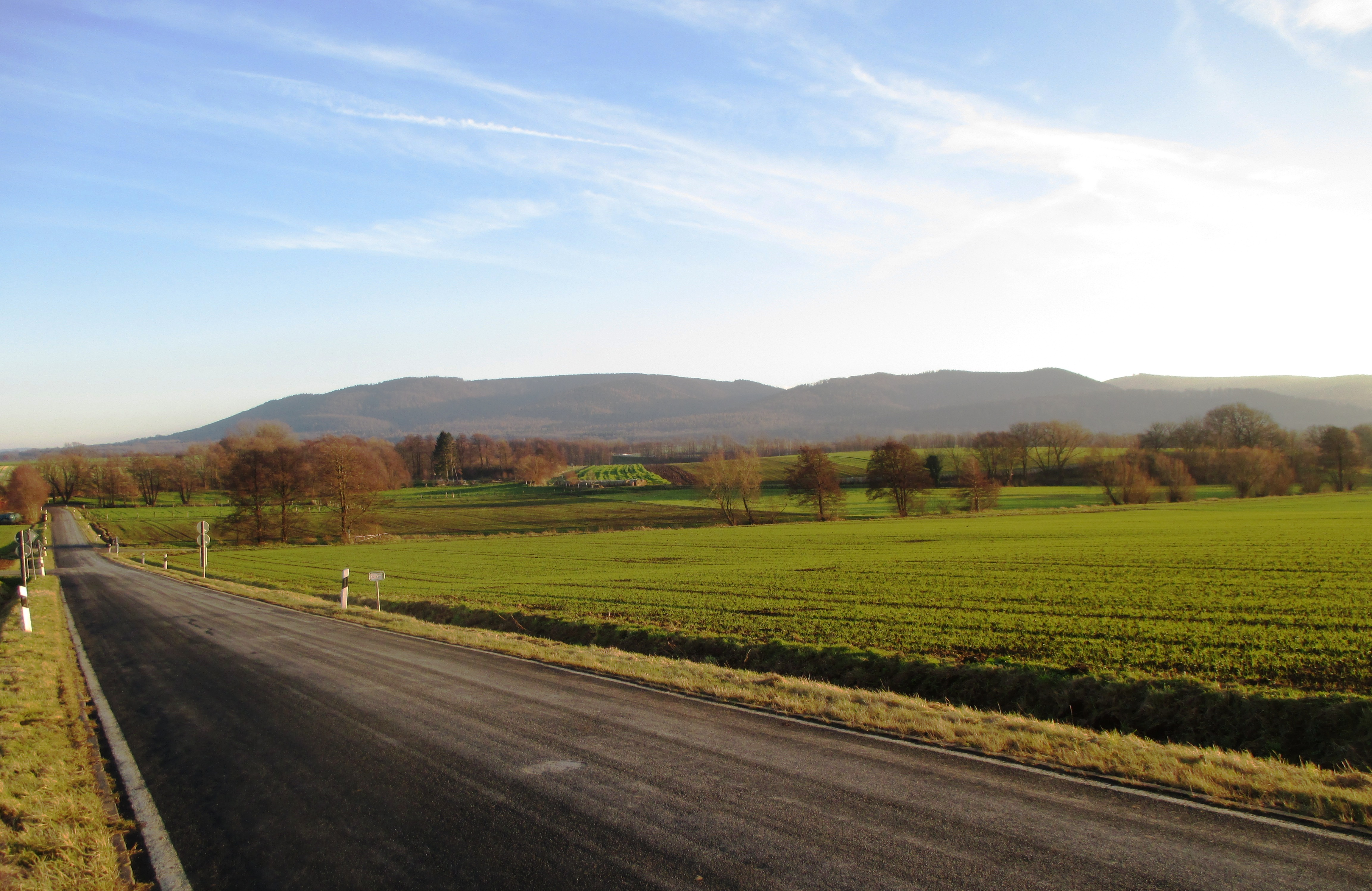
Landschaft südlich der Pöbbeckenmühle, Lutterer Becken

Die Pöbbeckenmühle liegt etwas mehr als eineinhalb Kilometer südlich des Dorfes Nauen am Südwesthang des Höhenzugs Nauer Berg im Lutterer Becken an der Neile, einem Nebenfluss der Innerste. Wenige Kilometer südöstlich der Mühle liegt der Harzrand.
In der näheren Umgebung befinden sich im Nordosten der Weiler Rhode, im Südsüdwesten der Ort Hahausen, im Süden Neuekrug, im Westen Jerze und im Ostsüdosten die Stadt Langelsheim.
Wenige hundert Meter südöstlich der von Feldern umgebenen Pöbbeckenmühle liegen zwei ehemalige Fischteiche mit einem kleinen Waldgebiet, Feuchtwiesen und Weideland, die zusammen das Naturschutzgebiet Pöbbeckenmühle bilden.

## Geschichte

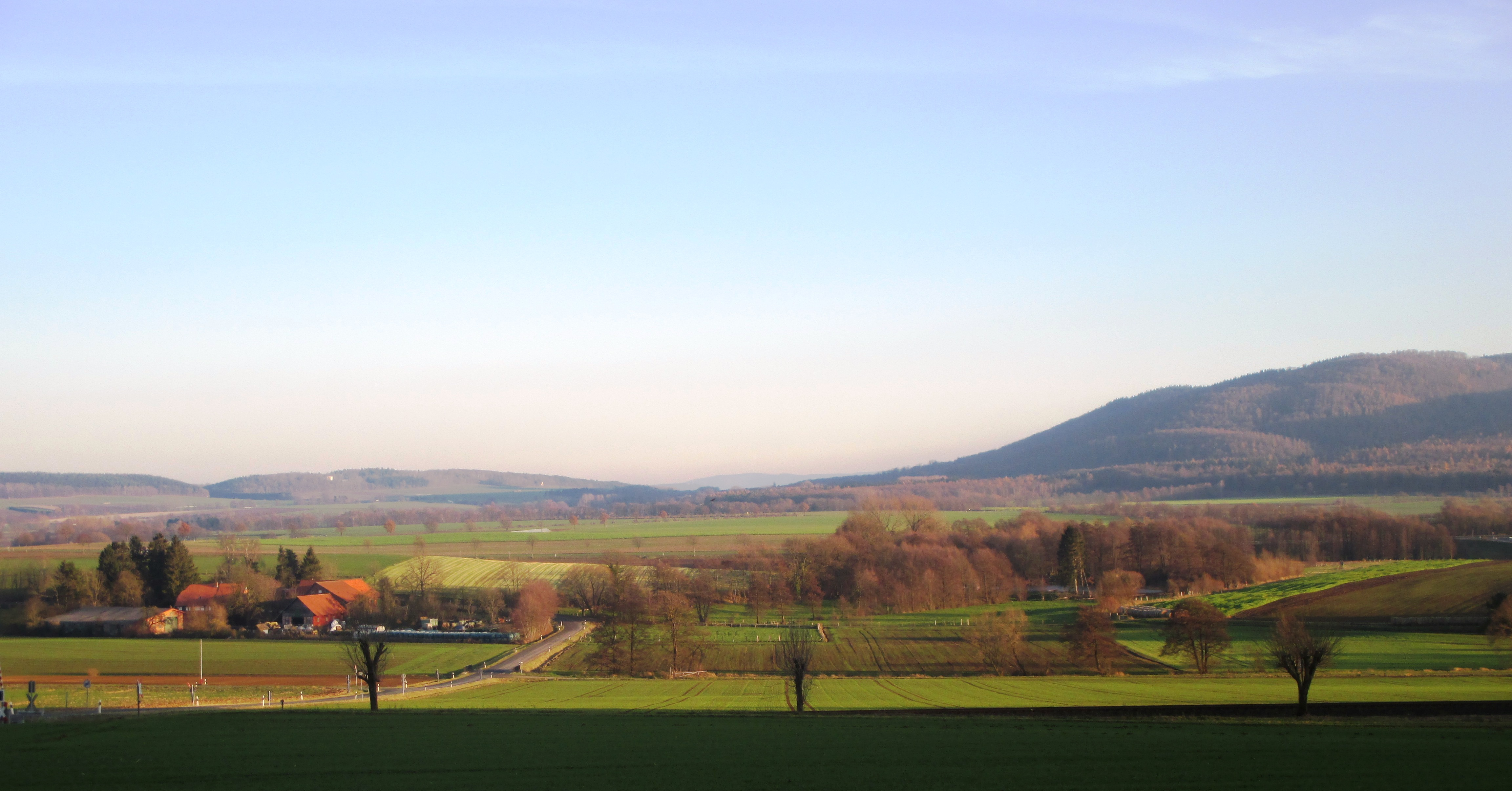
Pöbbeckenmühle mit gleichnamigem Naturschutzgebiet

Bereits 1536 wird am heutigen Standort eine für den Beginn des 16. Jahrhunderts eine Wassermühle erwähnt. Vermutlich wurde sie jedoch bereits zwischen 1519 und 1523 während der Hildesheimer Stiftsfehde zerstört. Auf jeden Fall existierte  diese Mühle seit spätestens 1548 nachweislich nicht mehr.
1609 wurde am selben Standort durch den damaligen Oberförster Andreas Koch die Pöbbeckenmühle zur Versorgung der Hahäuser Bevölkerung mit Mehl errichtet. Die Genehmigung dafür wurde bereits ein Jahr zuvor durch Herzog Heinrich Julius erteilt. Während der Schlacht bei Lutter am Barenberge im August 1626 wurde die Mühle 17 Jahre nach ihrer Erbauung größtenteils zerstört.
1696 wechselte der Standort der Mühle seinen Besitzer, der 1700 eine Genehmigung für ihren Wiederaufbau erhielt. In der Folgezeit bewirtschafteten verschiedene Pächter die Pöbbeckenmühle. 1829 ging die Mühle schließlich in den Besitz der Familie Gerber über, die die Mühle bis nach dem Zweiten Weltkrieg betrieb. Bereits nach dem Ende des Ersten Weltkriegs wurde 1918 zusätzlich zur Getreide- eine Ölmühle errichtet. Ihr Betrieb dauerte jedoch nur wenige Jahre an. In dieser und auch in der Folgezeit bewirtschafteten die Besitzer neben der Mühle, die durch künstliche Gräben von insgesamt vier Bächen angetrieben wurde, einen landwirtschaftlichen Betrieb, der sich auf demselben Gelände befand und eine Fischzucht mit zwei ebenfalls zur Pöbbeckenmühle gehörenden Teichen.
Einige Jahre nach dem Zweiten Weltkrieg wurde die Mühle endgültig stillgelegt. Der landwirtschaftliche Betrieb auf dem Gelände besteht jedoch bis in die heutige Zeit fort.

### Einwohnerentwicklung
| Pöbbeckenmühle – Bevölkerungsentwicklung 1774–1939 | Pöbbeckenmühle – Bevölkerungsentwicklung 1774–1939 | Pöbbeckenmühle – Bevölkerungsentwicklung 1774–1939                                                                    |
| Jahr                                               | Einwohner                                          | Entwicklung |
| -------------------------------------------------- | -------------------------------------------------- | --- |
| 1774                                               | 7                                                  | Hier fehlt eine Grafik, die leider im Moment aus technischen Gründen nicht angezeigt werden kann. Wir arbeiten daran! |
| 1798                                               | 8                                                  | Hier fehlt eine Grafik, die leider im Moment aus technischen Gründen nicht angezeigt werden kann. Wir arbeiten daran! |
| 1885                                               | 8                                                  | Hier fehlt eine Grafik, die leider im Moment aus technischen Gründen nicht angezeigt werden kann. Wir arbeiten daran! |
| 1905                                               | 8                                                  | Hier fehlt eine Grafik, die leider im Moment aus technischen Gründen nicht angezeigt werden kann. Wir arbeiten daran! |
| 1939                                               | 3                                                  | Hier fehlt eine Grafik, die leider im Moment aus technischen Gründen nicht angezeigt werden kann. Wir arbeiten daran! |

## Wirtschaft und Infrastruktur

### Verkehr

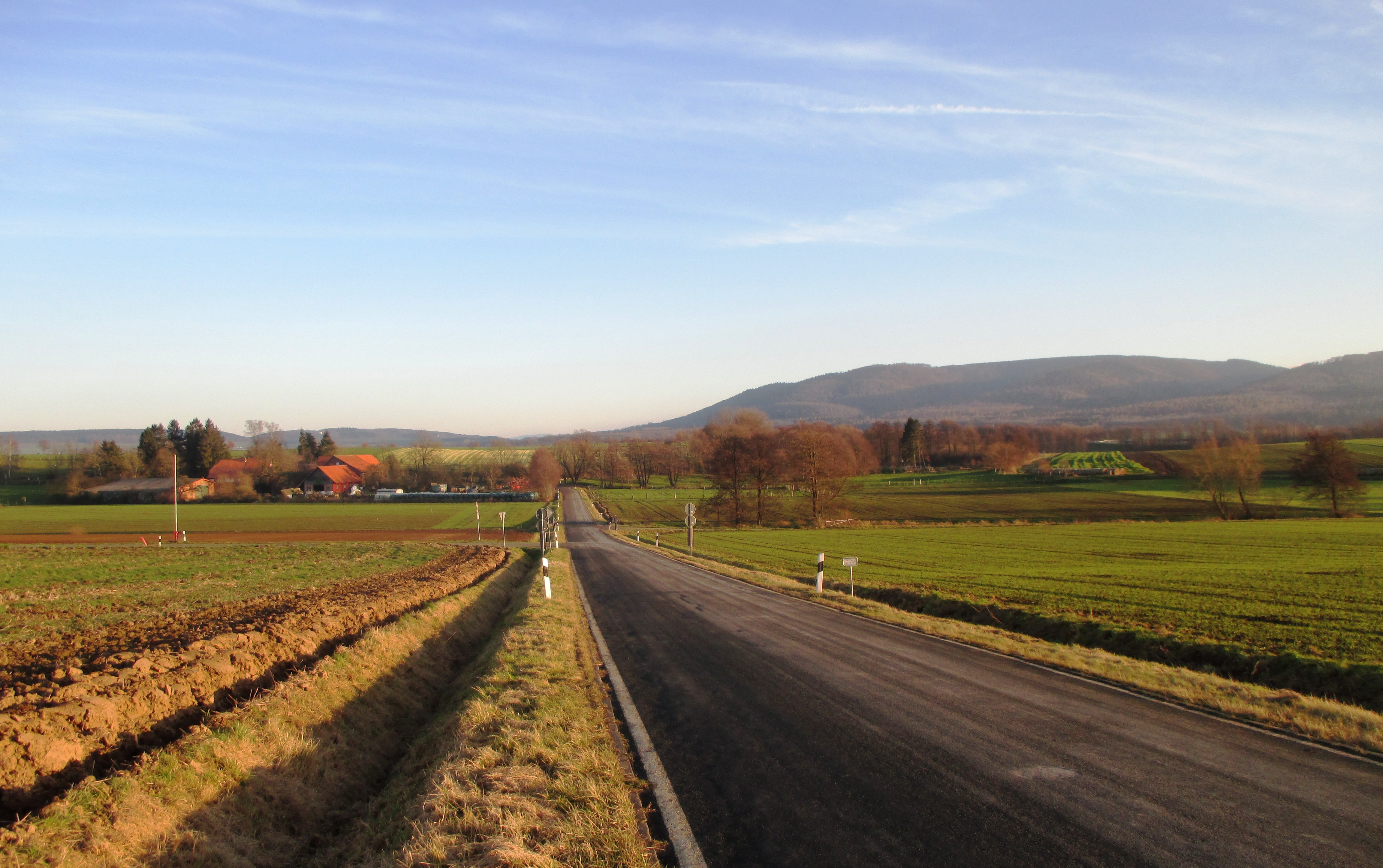
Mühle mit Landesstraße 594

Die Pöbbeckenmühle liegt an der Landesstraße 594, welche Jerze und Bornum im Westen mit den Bundesstraßen 248 und 82 im Osten bzw. Süden verbindet. Dadurch können die Bundesautobahn 7, Goslar, Seesen und Salzgitter-Bad in kurzer Zeit erreicht werden.

#### Schienenverkehr
Westlich der Pöbbeckenmühle verläuft die Bahnstrecke Börßum-Kreiensen mit einem Bahnübergang an der L594. Die dortige Blockstelle Neile (Bauform Einheit Mw) wurde 1978 aufgelassen; die Betriebsstelle war daher bis 1986 nur noch als Schrankenposten besetzt.

## Belege
Zum Abschnitt Geschichte: Kalthammer, Wilhelm: Die Chronik von Hahausen; Druckerei M. Wirth GmbH, Hahausen 1983 (S. 180/181)
 (veröffentlicht auf www.hahausen-harz.de: Die Chronik von Hahausen. Abschnitt: Die Pöbbeckenmühle).